# 815 هـ
815 هـ هي سنة في التقويم الهجري امتدت مقابلةً في التقويم الميلادي بين سنتي 1412 و1413.

## أحداث
- الامراء المماليك يبايعون الخليفة العباسي المستعين بالله الثاني سلطانا لدولة المماليك

## وفيات
- أبو الفضل العباس المستعين بالله
- ابن الهائم